# Глушиця (Новгородська область)
Глушиця (рос. Глушица) — присілок в Чудовському районі Новгородської області Російської Федерації.
Населення становить 1 особу. Входить до складу муніципального утворення Трегубовське сільське поселення.

## Історія
Від 2004 року входить до складу муніципального утворення Трегубовське сільське поселення.

## Населення
1. Н/Д[2]